# 光州光山警察署
光州光山警察署（クァンジュクァンサンけいさつしょ）は、光州地方警察庁所管の警察署である。

## 管轄区域
- 光山区

## 沿革
- 1946年4月15日 - 光山警察署として開署。
- 1947年8月1日 - 3支署を光州警察署（現：光州東部警察署）に移管。
- 1956年1月1日 - 1支署を光州警察署から編入。1支署を光州警察署へ移管。
- 1957年11月6日 - 3支署を光州警察署に移管。
- 1963年1月1日 - 2支署を光州警察署から戻す。
- 1991年8月1日 - 光州光山警察署に改称。
- 1995年7月21日 - 大村派出所を南部警察署に編入。西倉派出所を西部警察署に編入。
- 1996年7月11日 - 光州北部警察署から一部地域を編入。長城警察署から長城郡南面三台里を編入。
- 2000年10月16日 - 一部地域を光州北部警察署に戻す。
- 2005年8月1日 - 長城郡南面三台里を長城警察署に戻す。
- 2005年9月30日 - 現在の庁舎が完成。
- 2007年7月2日 - 光州地方警察庁に所属変更。

## 組織
- 警務課
- 生活安全課
- 刑事課
- 捜査課
- 情報保安課
- 警備交通課
- 女性青少年課

## 管轄地区隊
- 水莞地区隊

## 管轄派出所
- 牛山派出所
- 月谷派出所
- 道山派出所
- 松汀派出所
- 尖端派出所
- 飛鴉派出所
- 河南派出所
- 平洞派出所
- 東谷派出所
- 三道派出所
- 本良派出所
- 林谷派出所